# كأس النرويج 1985
كأس النرويج 1985 (بالنرويجية: Norgesmesterskapet i fotball for menn 1985)‏ هو الموسم 80 من كأس النرويج. أشرف على تنظيمه اتحاد النرويج لكرة القدم، وفاز فيه نادي ليلستروم.